# Pacific Union College
Pacific Union College (PUC) é uma instituição privada da faculdade de artes liberais localizada em Napa Valley, Califórnia. O campus está localizado no vale superior da cidade de Angwin, oito quilômetros ao norte de Santa Helena (Califórnia). É a única faculdade de quatro anos no Condado de Napa. Ela está entre os dez maiores empregadores do conselho. Uma co-educativo colégio residencial, que serve quase exclusivamente aos estudantes de graduação corpo discente, a esmagadora maioria dos que vivem no campus.
PUC é totalmente credenciada pela Western Association of Schools and Colleges e mantém vários programático acreditações. Ele é afiliado com a Igreja Adventista. Foi a 12 de faculdade ou de universidade fundada no estado da Califórnia. de Inscrição no Pacific Union College é de aproximadamente 1.600. Os alunos estudam uma variedade de cursos oferecidos pela escola de 20 departamentos acadêmicos. A escola oferece cerca de 70 cursos de graduação e um programa de mestrado. O campus ocupa 150 acre(s)s (0,61 km2) da faculdade 1 900 acre(s)s (7,7 km2) em propriedade.

## História
Colégio União do pacífico, teve um total de vinte e três presidentes. O primeiro, com oito servido enquanto a escola ainda estava em Healdsburg. Em 1983, Malcolm Maxwell tornou-se o primeiro ex-aluno a levar PUC, servindo para um recorde de 18 anos. Bob Cushman, o atual presidente, que tomou posse em julho de 2017, depois de servir como reitor acadêmico na Universidade Walla Walla.
Colégio União do pacífico, foi fundada como Healdsburg Academia em 1882, em Healdsburg, Califórnia, no norte do Condado de Sonoma. Ele foi renomeado Healdsburg College , em 1899. Sidney Brownsberger foi seu primeiro Presidente. é o décimo segundo mais antiga instituição de ensino superior do estado da Califórnia, e a segunda, fundada pela Igreja Adventista, o primeiro a oeste do Rio Mississippi.
Em 1909, o colégio mudou-se para sua atual localização, em Angwin, em Howell Montanha vizinha de Napa County, onde a escola tinha comprado a 1,636-acre Angwin Resort de us $60.000. Uma razão para se mudar para Angwin Resort foi o seu belo cenário rural, vista da Califórnia Napa Valley wine country, que continua a ser uma característica definidora.
Em 1933, o Colégio União do Pacífico tornou-se a primeira instituição de ensino superior filiados à Igreja Adventista para alcançar regional de acreditação , quando foi concedida a acreditação pela Associação Noroeste do ensino Secundário e Escolas Superiores. No ano anterior, a PUC tinha-se tornado a primeira escola a receber acreditação denominacional. o Colégio União do Pacífico também foi a primeira escola Adventista para formar internacional de afiliações; é afiliado com o que é agora Avondale College, na Austrália , em 1954.
Em 2006, a faculdade de administração e do Conselho de Curadores ressaltou PUC compromisso do ensino de graduação através da tomada de uma decisão formal para permanecer em uma faculdade e não alterar o seu nome para a universidade, como outras pequenas faculdades particulares tinha feito. Esta decisão foi baseada na instituição do compromisso com a qualidade artes liberais ensino de graduação.
No verão de 2006, a PUC-Conselho de Curadores anunciou a sua intenção de ampliar a sua investidura, através da venda e desenvolvimento de uma parte de suas terras em uma ecovila. Os planos iniciais chamado para 591 casas e melhorias para as empresas locais e lojas. Em resposta a comunidade de entrada, o número de unidades proposto foi mais tarde reduzido em 200, para 391. O plano foi abandonada em outubro de 2010.
No início de 2014, houve uma polêmica quando de um longo tempo de cadeira de departamento anunciou sua renúncia em resposta ao presidente Heather Knight, preparando-se para remover a 26 anos, professor livre docente em seu departamento para "palestras sobre sexo que os administradores disse entraram em confronto com os ensinamentos da igreja." Suas ações eram vistos como uma reinterpretação da escola de política sobre a liberdade acadêmica que, anteriormente, eram interpretadas para permitir variações de ensinamentos da igreja. Cavaleiro retirou de sua ameaça ao fogo o professor, mas "dobrado para baixo" em sua reinterpretação da liberdade acadêmica, apesar de um grande clamor de professores, alunos e ex-alunos.
Reitor acadêmico Nancy Lecourt, afirmou que o conflito originou-se a partir da tensão entre a escola, o compromisso de promover a igreja e professores " a liberdade de ensinar, afirmando que, "Como fazer com que os alunos a pensar? Nós desafiamo-los, nós apresentá-los a novas ideias, e pedimos a perguntas difíceis... Mas como podemos levá-los a pensar, sem perder a sua fé?" a Seguir a escola de reavaliação de liberdade acadêmica, um professor, Greg Schneider, afirmou, "Isso danifica o tecido [da escola acadêmicos do foco], e isso vai levar algum remendo." Schneider, que havia ensinado na PUC 37 anos, planejava se aposentar em breve e perguntou, retoricamente, "ainda Posso, com todo o meu ser, de comunicar aos meus alunos, que é onde você deveria estar?"
Em junho de 2014, a Faculdade recebeu us $2,4 milhões, sem restrições de doação de um residente local. Ele foi descrito como a maior doação em dinheiro na faculdade de história.

## Acadêmicos

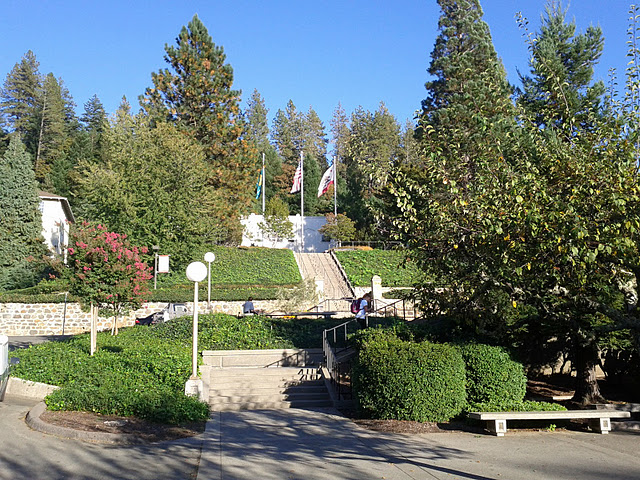
Um modo de exibição de Irwin Hall da PUC-campus alameda

Colégio União do pacífico, está a apenas quatro anos de faculdade localizada no Condado de Napa, Califórnia. Pacific Union College oferece cursos de graus, diplomas de associado e programas pré-profissionais. Ele tem sido reconhecida por sua forte programa de graduação.
Há cerca de 1.500 estudantes, e que a escola mantém um rácio aluno/professor, de 13:1. PUC mais populares departamentos de administração de empresas, Enfermagem, Biologia, Psicologia E serviço Social. Ele tem uma forte pré-med programa, e é a maior fonte de estudantes para a universidade de Loma Linda University School of Medicine. De acordo com o Angwin Conselho da Comunidade, o colégio "tem sido o campo de treinamento para uma excessivamente grande número de excelentes médicos, dentistas, enfermeiros, professores e teólogos...entre o seu bem mais de 50.000 alunos..."
PUC é o único bacharelado da faculdade de artes liberais afiliado à Igreja Adventista, de acordo com a Carnegie Classificação das Instituições de Ensino Superior.

### Curriculum
Colégio União do pacífico, a escola oferece mais de 70 cursos de graduação e um programa de mestrado, ao longo de 20 departamentos acadêmicos. A escola funciona em um quarto baseado no calendário acadêmico.
A PUC oferece um número único de ofertas de classe. Em 2014, o colégio ofereceu uma "Psicologia do Star Trek", que explorou psicológico temas, através de Star Trek a série. Algumas são ensinados no exterior, incluindo um curso de "Tráfico Sexual em Calcutá, na Índia", ensinou na Índia, uma aula de biologia tropical ensinou de um barco no Rio Amazonas, anual estrangeiros visitas de estudo conduzido por professores do departamento de história, anualmente o Programa de Honra curso de verão na Itália, entre outros.
PUC requer que o aluno escolha a partir de uma variedade de aulas de ginástica como parte de seu currículo de educação geral. As ofertas de ter incluído esgrima, trikke, pickleball, natação, hidroginástica, pólo, canoagem, esqui, snowboard, futebol, dança, ioga, e muito mais.
Alguns departamentos no Pacific Union College exigem que os alunos apresentar um sênior projeto de tese para concluir os seus graus. Estudar no exterior é também um requisito em muitos programas.

#### O Programa De Honra
Colégio União do pacífico, oferece um Programa de Honra para alta alcançar os alunos modelado em grandes livros currículo. O programa substitui o currículo de educação geral com uma série de seminários de estudo grandes livros. Alunos do programa de participar de uma forma totalmente paga-se para a visita de estudo a definir em Florença, Itália, antes de seu primeiro ano como parte de um seminário de estudo a definição de beleza centrado em torno da Arte Renascentista. os Alunos participantes do programa são necessárias para concluir um sênior de capeamento projeto.

### Ranking
A U.S. News and World Report classificou o Colégio União do Pacífico, como um dos seus "do Nível Superior de ensino", no Oeste de Bacharelado Faculdades categoria por 17 anos consecutivos, até 2010. Em 2011, a U.S. News começou ranking Colégio União do Pacífico, a nível Nacional, uma Faculdade de Artes Liberais. U.S. News também está PUC segundo entre faculdades de artes liberais para a diversidade.
Em 2012, o Colégio União do Pacífico foi chamado de América Mais Bonita do Colégio por Newsweek e The Daily Beast. O ranking reflete dados do aluno, a capacidade de atração, o tempo medido pelo número de dias de sol por ano, e a zona de conforto do índice, que mede a umidade e a tarde as temperaturas, e o campus', a estética e a área circundante.
PUC é classificado #125 de 1,164 global por Nicho, um popular colégio ranking do site. É classificado #13 no estado da Califórnia.
Faculdade Gatuno também classifica Colégio União do Pacífico, como a escola em um número de categorias de janeiro de 2012. Os rankings são baseados em pesquisas tomadas pelos atuais alunos da escola. Faculdade Prowler classificado Pacific Union College internas de atletismo primeiro 932 escolas classificado bem como o seu professor orientador e mais simpáticas alunos (ambos os sexos). Colégio União do pacífico, também foi listado no top 50 para ter mais espaçosos e limpos dormitórios, melhor vegetariano/vegan-friendly opções na sala de jantar, mais atlético, simpático e meninas quentes, mais amigável e gostosos, tendo os simpáticos moradores e mais gerenciável cargas de trabalho.

### Credenciamento
Colégio União do pacífico, é totalmente credenciada pela Western Association of Schools and Colleges (WASC), o regional organismo de acreditação reconhecida pelo Departamento de Educação dos EUA para sua região. Em agosto de 2011, após seis anos de processo de revisão, WASC ", concedido Colégio União do Pacífico, ininterrupto [re-]acreditação até 2018." O colégio foi credenciado pela primeira vez por WASC, em 1951.
Além da instituição de acreditação por WASC, muitos da PUC programas e departamentos são acreditados por seus programático organismos de acreditação. Estes incluem o Departamento de Música e o Paulin Centro de Artes Criativas que são credenciados pela Associação Nacional de Escolas de Música, o Departamento de Administração de empresas
e a Economia, que foi acreditado pela Assembleia Internacional para o Colegiado de Educação Empresarial desde 2002, quando se tornou o único colégio Adventista para receber tal acreditação; o Departamento de Educação do qual é acreditado pela Califórnia Comissão de Professor de Credenciamento, o Departamento de Enfermagem, que é credenciado pela Comissão de Credenciamento da Liga Nacional para a Enfermagem e o Estado da Califórnia, do Conselho de Enfermagem, e o Trabalho Social do Programa, que foi acreditada desde 1982 pelo Conselho de ação Social do Ensino.

## Campus e instalações
O colégio está localizado em Angwin, em Howell Montanha acima do Vale de Napa, de 70 milhas (110 km ao norte de San Francisco, a 60 milhas (85 km) a partir do Oceano Pacífico, e a 180 km (290 km) a sudoeste dos resorts de esqui em roma sud est e Lake Tahoe. O campus principal está em cerca de 150 acre(s)s (0,61 km2) da faculdade 1 900 acre(s)s (7,7 km2) propriedade. A escola tem mais de 30 quilômetros de caminhadas e trilhas de bicicleta no restante da propriedade.
Treze vinícolas estão localizados em ou perto da cidade de Angwin, muitos dos quais oferecem passeios e degustações.
Durante o verão de 2011, a PUC-renovado o interior e o exterior do Nelson Memorial Library, a um custo de mais de um milhão de dólares. O inverno anterior, o Colégio União do Pacífico renovado o Jantar Commons, um importante centro da vida do estudante, em um rústico, mas contemporânea, estética," Napa Valley estilo. O restaurante da PUC serve exclusivamente vegetariana e vegan itens de menu em uma forma socialmente responsável.

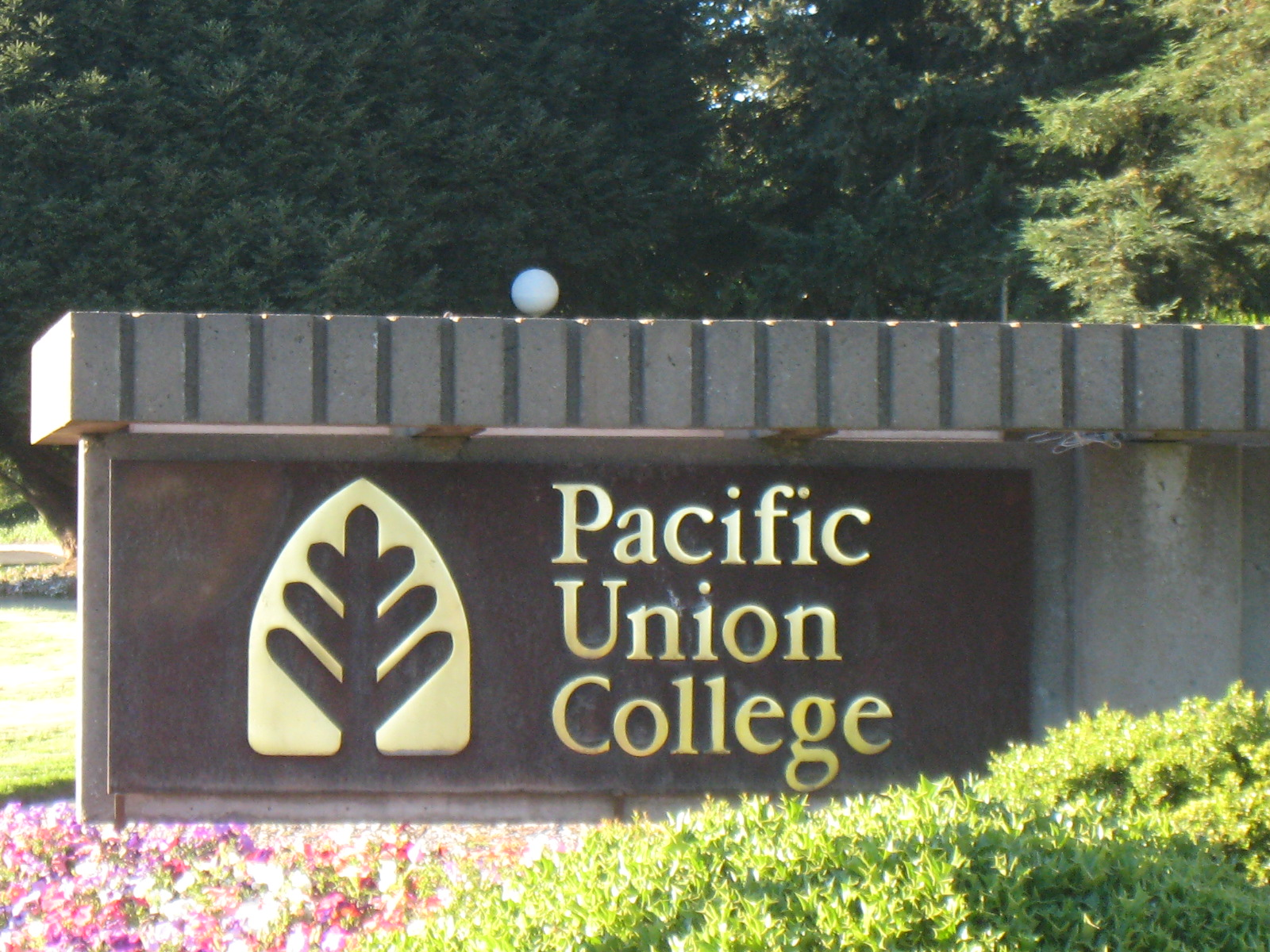
Entrada de sinal no campus da Pacific Union College

Colégio União do pacífico, também opera não-tradicionais programas de aprendizagem em off-site de locais, incluindo a Yuba Community College em Clearlake, Califórnia, Travis Air Force Base e na Cidade de Napa.

### Albion Estação De Campo
As Infra-Estação de pesquisa de Campo, no Condado de Mendocino , na costa do Pacífico e o Albion Rio é de propriedade e operada pelo Colégio União do Pacífico. A Estação foi projetada para fins educacionais, sua maré piscinas, estuários e diversificada fauna, oferecendo oportunidades de aprendizagem ideais.

### Angwin-Parrett Campo
Colégio União do pacífico, possui e opera Angwin-Parrett Campo, um uso público do aeroporto localizado no campus. o aeroporto foi O lugar de destino durante George W. Bush's visita presidencial ao Napa Valley, em 2006. O aeroporto também oferece suporte a PUC do grau de bacharel em ciências em aviação e oferece chão escolas e instrução de voo para a comunidade.

### back40
Muito do que a escola 1 900 acre(s)s (7,7 km2) na propriedade é pequena e conhecido como o "back40', onde uma extensa rede de trilhas é mantida. Dois anual de corridas de bicicleta são realizados: O Napa Valley Sujeira Clássico  e o Howell Montanha Desafio . Duas corridas, Angwin para Angwish  e o Napa Valley Fora-de-Estrada de Triatlo , são ocorrer anualmente no 'back40'.
A Turnê de 2009 da Califórnia, um encontro internacional de corrida de estrada totalmente contido na Califórnia, correu através da PUC.

### Colégio União Do Pacífico Igreja
Colégio União do pacífico, a Igreja é o campus igreja, construída em 1968. Ele tem de 1.800 membros, além de estudantes da PUC. A igreja abriga o Colégio União do Pacífico notável órgão de tubos , construído por Rieger Orgelbau da Áustria e instalado em 1981. A igreja complexo também dispõe de salas de aula para aulas de teologia e casas PUC Escritório de Serviço, de Justiça e de Missões.

### Paulin Hall
Paulin Municipal é a casa do Colégio União do Pacífico, do departamento de música, bem como a Paulin Centro de Artes Criativas, que oferece aulas de enriquecimento para a comunidade, ministrado pela música e faculdades de artes. Paulin Hall recebe regularmente cerca de 10 concertos por ano, apresentando estudante de artistas, bem como artistas convidados de todo o mundo.

### Rasmussen Galeria De Arte
O Rasmussen Galeria de Arte, localizada no coração do Pacific Union College campus shopping, oferece aos alunos e à comunidade, um estimulante e enriquecedora a dimensão cultural nas artes visuais. A galeria de exposições oferecem uma exposição contemporânea de trabalho, bem como a importância histórica da arte. Galeria acolhe seis mostra cada ano lectivo, e apresenta o trabalho de artistas convidados, bem como de professores e alunos. Anterior exposições incluiu artistas como Vernon Nye, Pirkle Jones, John Maxon, Nathan Greene, Arminee Chahbazian, Earl Thollander, e exércitos de outros. A galeria é dirigida por artes visuais do departamento. A galeria está aberta regularmente de 1 a 5 p.m. no domingo, terça, quinta, sábado e durante as exposições. Galeria de entrada é gratuita para o público.

## A vida de estudante

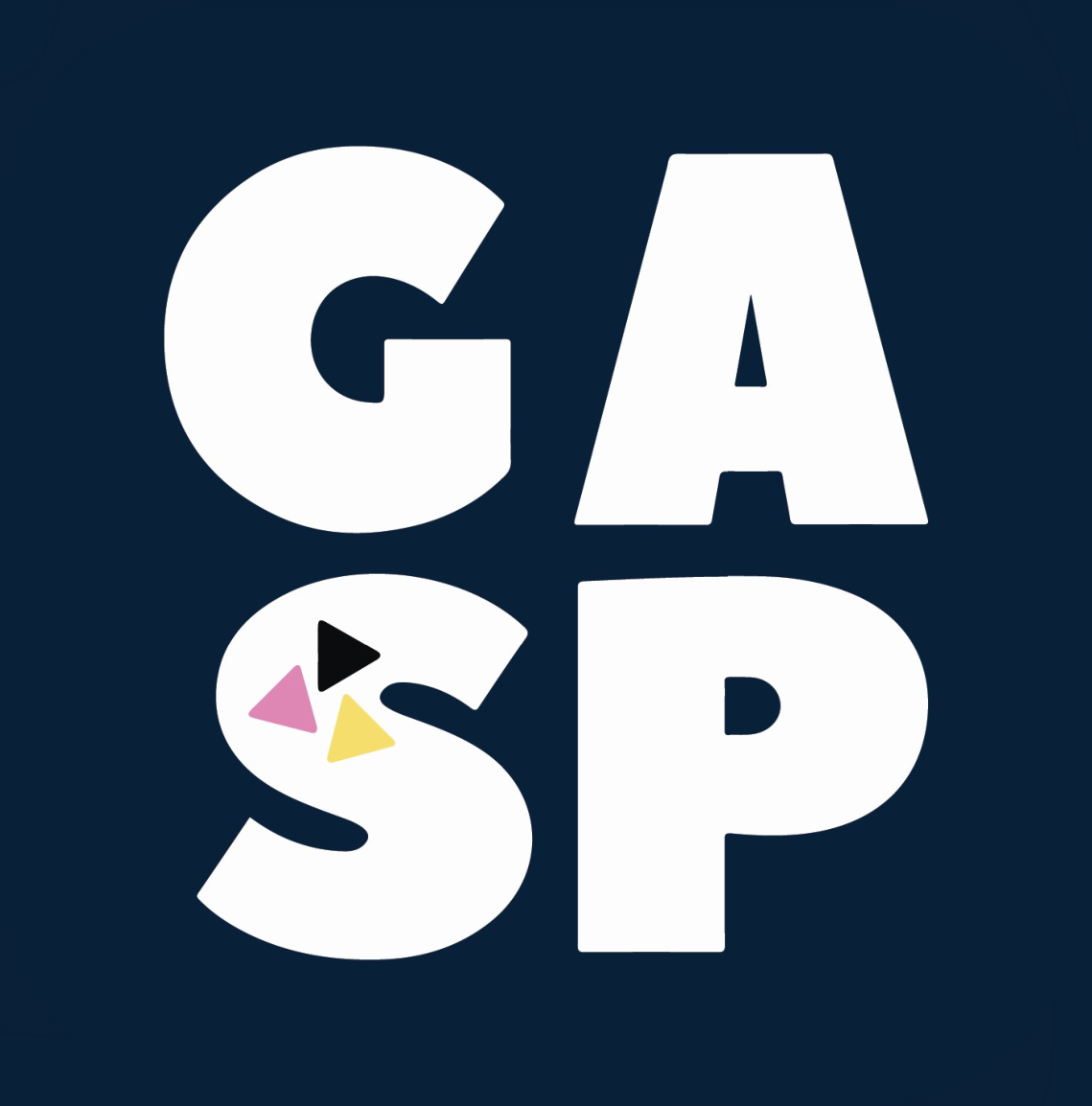
Logótipo da Gay and Straight People (GASP), que encontra-se ativa no campus desde 2008 com o objetivo de apoiar a comunidade LGBTQ+.

Colégio União do pacífico, como afirma o foco é no ensino de graduação. No outono de 2011, 1,567 eram estudantes da PUC. Como um colégio residencial, a grande maioria destes estudantes ao vivo em um dos sete residência no campus salões ou na escola, de propriedade de apartamentos.

### Diversidade
Colégio União do pacífico, abraça a diversidade como parte de sua missão e como um pré-requisito para uma educação em artes liberais. Na sua Diversidade de Instrução, Pacific Union College, afirma que entende a diversidade para incluir aspectos listados na WASC Declaração de Diversidade: raça, etnia, classe social, gênero, idade, crença religiosa, orientação sexual e deficiência. Ele continua a afirmar que a PUC oferece suporte a um campus clima de "apreço genuíno, em vez de mera tolerância, para os membros da comunidade que representa toda a gama de diversidade humana."
A U.S. News & World Report fileiras Colégio União do Pacífico, segundo 219 do ranking Nacional de Faculdades de Artes Liberais para o Campus da Diversidade Étnica. Ele também classifica PUC como uma das 100 melhores Nacionais da Faculdade de Artes Liberais para a Diversidade Económica e a Maioria dos Estudantes Internacionais.
Em Maio de 2013, uma história, na escola, do jornal do estudante, o Campus Crônica, relatado na escola não-religiosa da população. Ele observou que, embora a população estudantil ", muitas vezes, se identifica como religiosa," o oficial de contagem que apenas 1,1% dos estudantes se identificam como não-teísta é, provavelmente, atenuando a figura. O colégio é o lar de um ativo Secular Student Alliance "para ateus, agnósticos, os não-teístas, os humanistas, os céticos, os livres pensadores e outras não-religiosos e estudantes." O clube afirma que "há um grande e crescente não-teísta população no campus" e que visa "para representar essa população de acadêmicos da PUC enquanto articular nossas visões seculares de mundo e de rejeição de um poder superior para o corpo discente."

### Associação De Estudantes
O Colégio União do Pacífico, Associação de Estudantes (PUCSA) foi iniciado em 1887, apenas cinco anos após o colégio foi fundado. Ele consiste de um órgão executivo e um Aluno do Senado. PUCSA fundos de publicação do jornal da escola, o Campus Crônica, diretório, Funnybook, e o anuário, a Lanterna de Diógenes. Recentemente, o Funnybook cessou a publicação impressa e agora está acessível exclusivamente através de seu site.

### Organizações de estudantes
Há mais de 50 clubes, Honra, Associações de Estudantes Ministérios ativo no campus da Pacific Union College. Estes incluem o Secular Student Alliance , Biologia Clube, Asiáticos Associação de Estudantes, Pré-Med Clube, coreano Adventista Associação de Estudantes, arte Dramática, Sociedade, Artes Musicais Simpósio, os sem-abrigo Ministério, Psi Chi, Faculdade Democratas e outros. Além do Campus Crônica, existem várias outras estudante de publicações literário do periódico, Quicksilver.

#### REVO PUC
Em 2008, o Colégio União do Pacífico estudantes fundou o primeiro campus do ramo de REVO, internacional filantropia movimento. é o Colégio União do Pacífico do estudante philanthropical organização e seleciona uma causa a cada ano para apoiar a captação de recursos e eventos de conscientização. Durante o seu primeiro ano (ano lectivo de 2008-2009), REVO arrecadou mais de us $10.000 para um abrigo e centro vocacional para vítimas de tráfico e abuso de crianças em Lima, Peru, durante o ano letivo de 2009-2010 ele arrecadou dinheiro para o Vale de Napa Banco de Alimentos. Em 2011, o REVO anunciou que tinha arrecadado mais de us $10.000 para o seu projeto para a escola, o ano que termina esse ano, uma comunidade auto-sustentável de cozinha na Argentina's Salta província através da ADRA.

#### Artes Dramáticas Da Sociedade
A arte Dramática é a Sociedade de um campus do clube, que foi formado em 1990 pelos alunos Kimberly Howard e Joel Kindrick. O clube da constituição afirma que ele deve ser um estudante de execução, e com um corpo docente consultor supervisionar atividades, e que a sua missão é dar aos estudantes oportunidades nas artes cênicas campo. Centenas de alunos que agora são ex-alunos do clube com muitos acontecendo a profissões no campo do entretenimento.[carece de fontes?]
Entre as muitas DAS produções ao longo dos anos foram: décima segunda Noite, Hamlet, O Cadinho, O Misantropo, Rosencrantz & Guildenstern Estão Mortos, um Violinista no Telhado e obras originais, como Esta Vida Adventista e Livros Vermelhos: Nossa Pesquisa de Ellen White.

#### Grupos de estudantes LGBT
Um gay straight alliance, SUSPIRO (Homossexuais e heterossexuais), tem operado no campus desde 2008. de Acordo com o seu blog, é serve "de lésbicas, gays, bissexuais, transgéneros e queer (LGBT) os alunos da faculdade" e está aberto para alunos e professores que gostaria de se tornar mais familiarizado com os desafios enfrentados pelos indivíduos LGBT. O clube é suportado pelo presidente da faculdade de que se encontra regularmente com os seus agentes.
SafePlace é um programa executado por uma rede de membros do corpo docente, cujos membros se comprometem a disposição para envolver-se em condições de segurança, de apoio, e a aceitação de conversas privadas com estudantes LGBT. Membros significar a sua participação através da colocação de um duplo triângulo símbolo em seu escritório com a porta. Em 2012, o Estudante Senado aprovou um "Lugar Seguro Implementação da Política de Bill", que teria formalizado o programa através da Associação de Estudantes. O projeto de lei foi vetado pelo presidente da faculdade de Heather J. Knight , que defendiam que a administração o objetivo era fazer com que "cada lugar na PUC do campus um local seguro para pessoas do mesmo sexo atraiu estudantes" e que o projeto de lei expressa "de que há de fato lugares da PUC que não são seguros para pessoas do mesmo sexo atraiu estudantes." OurPlace, um grupo exclusivamente para estudantes LGBT, também está em operação. os Recentes esforços, pelo aluno, do governo levaram para o planejamento de uma administração patrocinado pelo programa de apoio a estudantes LGBT.

### Atletismo

#### Pioneiros De Atletismo
Colégio União do pacífico, equipes, apelidado de atleticamente como os Pioneiros, fazem parte da Associação Nacional de Intercolegial Athletics (NAIA), principalmente a competir na California Pacific Conference (CalPac). Homens de esportes incluem basquete, atravessar o país e o futebol, enquanto esporte feminino incluem basquete, esqui cross-country e voleibol.
A PUC foi premiado com o "California Pacific Equipe da Conferência Desportivismo Prêmio de" cinco vezes desde 2003, mais recentemente, para o ano lectivo 2010-11. No outono de 2011, o capitão do time do colégio de voleibol feminino e futebol masculino, o descreveu como "reconstrução" do tempo. Este prêmio significa a escola, que exibe excelente desportivismo e exemplifica o verdadeiro espírito do "Campeões de Caráter" programa estabelecido pela Associação Nacional de Intercolegial Athletics (NAIA).

#### Tantos
A PUC mantém um programa esportivo da faculdade sob o nome de RecRadio.org. O programa esportivo da faculdade é o topo internas programa de atletismo no país, de acordo com a Faculdade Prowler "Melhor Esportivas Internas" ranking.

## Ex-alunos
Colégio União do pacífico, tem produzido um grande número de ilustres ex-alunos para uma escola do seu tamanho. Ele foi indicado para ser o "campo de treinamento para uma excessivamente grande número de excelentes médicos, dentistas, enfermeiros, professores e teólogos", que fazem parte dos seus mais de 50.000 alunos. PUC notáveis ex-alunos incluem membros do Congresso dos Estados Unidos e do Estado da Califórnia Assembleia; um Renascimento do Harlem, poeta, um profissional de jazz suave saxofonista, e outros nas artes; vários presidentes do Mundial da Igreja Adventista do Sétimo dia, os juízes, o fundador da Loma Linda University Medical Center, Glendale Centro Médico Adventista, e Glendale Hospital Adventista; presidentes de muitas instituições de ensino superior , incluindo a Universidade de Houston e a Universidade La Sierra. Notáveis ex-alunos também incluem vários cientistas, professores, televisão personalidades e um cirurgião do Exército Imperial Japonês.

## Leitura complementar
- Utt, Walter. A Mountain, A Pickax, A College: Walter Utt's History of Pacific Union College. [S.l.: s.n.] ISBN 0-9650789-0-6